# Boffalora sopra Ticino
Boffalora sopra Ticino là một đô thị ở tỉnh Milano thuộc vùng Lombardia của Italia, khoảng 25 km về phía tây của Milano. Đến thời điểm 31 tháng 12 năm 2004, dân số đô thị này là 4.313 người, diện tích là 7,5 km².
Đô thị Boffalora sopra Ticino có các frazioni (đơn vị cấp dưới, chủ yếu là làng) Pontenuovo di Boffalora and Località Magnana.
Boffalora sopra Ticino giáp các đô thị: Marcallo con Casone, Bernate Ticino, Magenta, Trecate, Cerano.